# 12444 Prothoon
12444 Prothoon este o planetă minoră (asteroid), cu un diametru de 63,835 km, din Asteroid troian al lui Jupiter. A fost descoperită pe 15 aprilie 1996 la Observatorul European Austral de Eric Walter Elst și a fost numită după Prothoon⁠(d). 
Obiectul prezintă o orbită caracterizată de o semiaxă mare de 5,2442796 UAi, o excentricitate de 0,07, o înclinație de 30,82702 ° în raport cu ecliptica.